# Cerchio
Cerchio (en dialecte : Circhië) est une commune de la province de L'Aquila dans les Abruzzes en Italie.

## Administration
| Période                                  | Période  | Identité               | Étiquette | Qualité |
| ---------------------------------------- | -------- | ---------------------- | --------- | ------- |
| 30 mai 2006                              | En cours | Renzo Giuseppe D'Amore |           |         |
| Les données manquantes sont à compléter. |          |                        |           |         |

### Communes limitrophes
Aielli, Celano, Collarmele, San Benedetto dei Marsi